# Азовські походи (1695—1696)

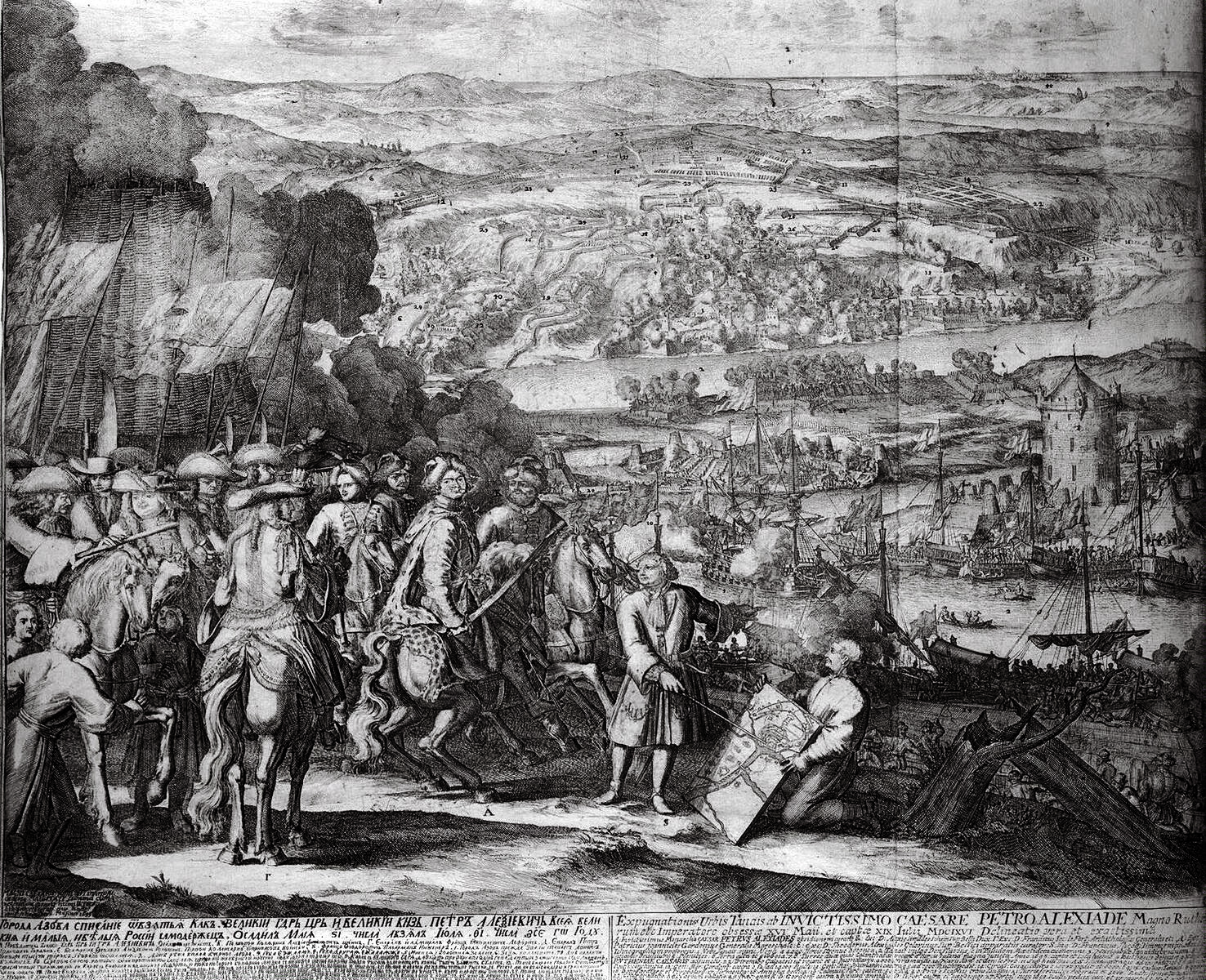
Взяття Азова московськими і українськими військами у 1696 р.

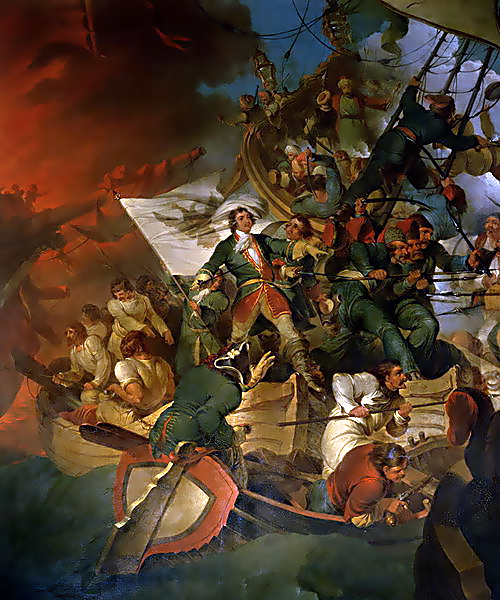
Захоплення Азова 1696 р.

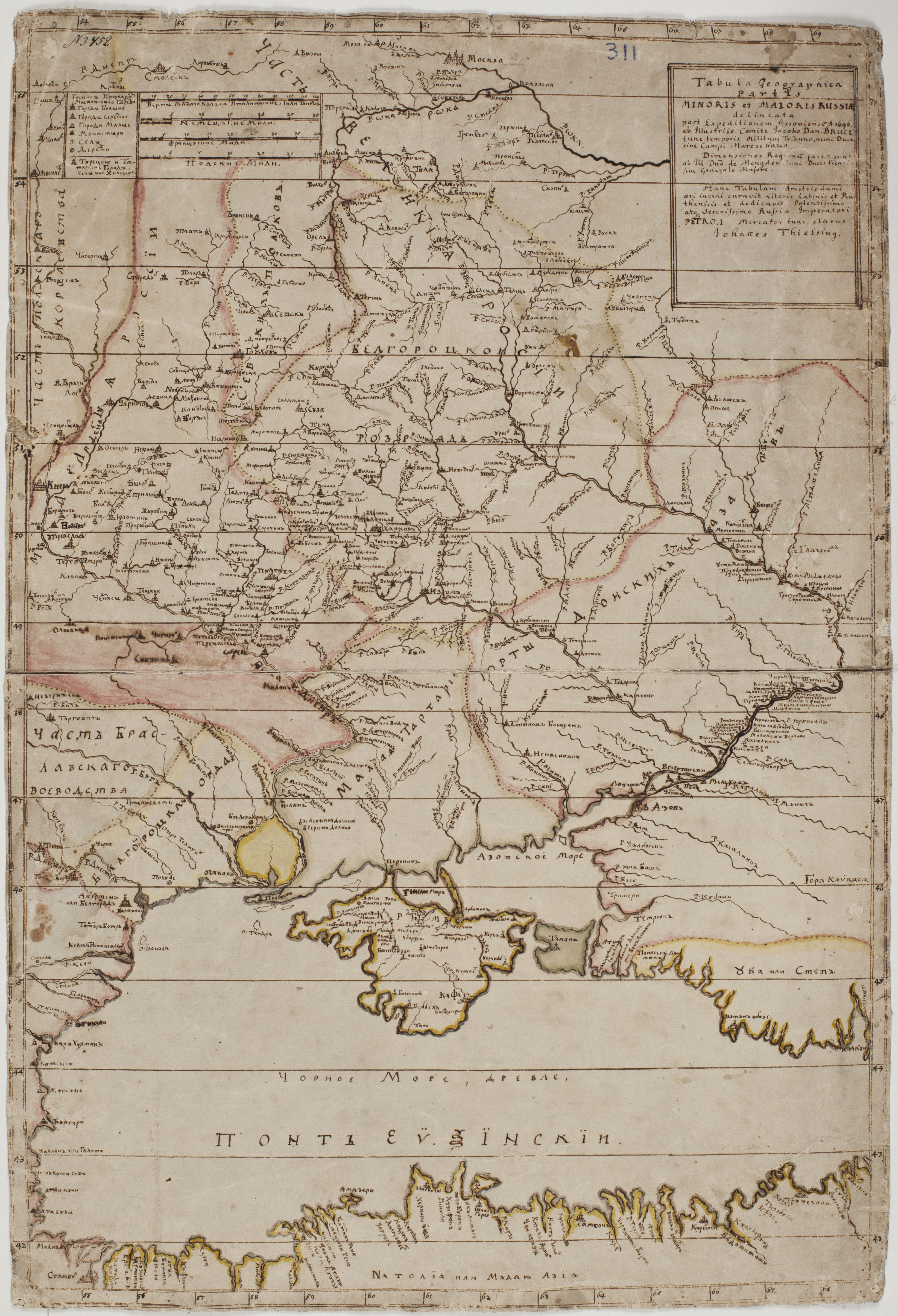
Карта складена після Азовського походу 1696 р. (автор Брюс Як. Вілімович)

Азовські походи 1695—1696 — походи московських військ і флоту та українських козацьких полків на Азов і пониззя Дніпра під час Московсько-турецької війни 1686—1700. Безпосередньою метою походів було здобуття фортеці Азова у гирлі річки Дон.

## Перший похід
Перший Азовський похід розпочався весною 1695 року. Під Азов виступила московська армія (31 000 осіб, 170 гармат) на чолі з генералами Антоном Головіним, Францем Лефортом і Патріком Гордоном. Одночасно з наступом на Азов українська армія (120 000 осіб) на чолі з гетьманом Іваном Мазепою і невеликий московітський загін під командуванням Бориса Шереметєва захопили у липні 1695 року османсько-татарські фортеці Кизикермен, Тавань та інші. Підійшовши до гирла Дону, московські війська 5 липня 1695 року почали облогу Азова. Невдалі штурми фортеці 5 серпня і 25 вересня призвели до великих втрат і примусили московітську армію в листопаді 1695 року відступити.

## Другий похід
Наприкінці 1695 року розпочалась підготовка другого Азовського походу. На верфях у Преображенську і Воронежі було збудовано близько 30 військових кораблів. У квітні 1696 року московські війська (75 тисяч чоловік) під командуванням О. Шеіна вирушили на кораблях і суходолом до Азова. Для нової війни з османами запорозькі майстри у Брянську виготовили 42 великі бойові чайки (скампавеї). Разом із запорозькими чайками вони склали значну військову силу, яку кошовий отаман Іван Гусак під керівництвом полковника Якима Чалого «для воїнського промислу над Кримом і для оборони завойованих у османів городків» відправив для підкріплення запорозьких гарнізонів в Кизи-Кермен і Тавані. Туди ж з козаками попливло і 2 500 московітських солдатів. Наприкінці квітня з України виступив український козацький корпус (15 тисяч чоловік) на чолі з чернігівським полковником Яковом Лизогубом. Друга частина московських військ і українська армія (70 тисяч чоловік) діяли в пониззі Дніпра. В травні 1696 року Азов був оточений з суші і блокований московським флотом під командуванням Ф. Лефорта. Після запеклого штурму фортеці 17-19 (27-29 липня) українськими полками гарнізон фортеці капітулював.
Важливу роль у облозі та здобутті Азова відіграли українські козаки. Похід козацького флоту на чолі з Яковом Морозом відвернув на себе значні сили османського флоту і кримського хана, що значно полегшило штурм Азова.